# 鈴木由衣
鈴木 由衣 (すずき ゆい)は、日本の舞台セットデザイナー。アメリカカリフォルニア州立大学フラトン校在籍。